# Mikhael VII Doukas
Mikhael VII Doukas (Hy Lạp: Μιχαήλ Ζ΄ Δούκας, Mikhaēl VII Doukas; khoảng 1050 – 1090), biệt danh Parapinakēs (Παραπινάκης, nghĩa là "trừ một phần tư", liên quan đến sự mất giá của tiền tệ Đông La Mã dưới thời ông), là Hoàng đế Đông La Mã trị vì từ năm 1071 đến 1078.

## Tiểu sử
Mikhael VII sinh vào khoảng năm 1050 tại kinh thành Constantinopolis, trưởng nam của hoàng đế Konstantinos X Doukas và hoàng hậu Eudokia Makrembolitissa. Ông được tiên đế phong làm đồng hoàng đế vào cuối năm 1059, cùng với hay một thời gian ngắn trước khi đứa em trai vừa mới chào đời Konstantios Doukas. Khi phụ hoàng Konstantinos X băng hà vào năm 1067, Mikhael VII lên ngôi lúc mới 17 tuổi đủ khả năng trị vì. Thế nhưng, vị hoàng đế trẻ tuổi lại chẳng thèm ngó ngàng gì đến chính sự và do đó thái hậu Eudokia và hoàng thúc Ioannes Doukas làm phụ chính nắm quyền chi phối cả đế chế.
Ngày 1 tháng 1 năm 1068, Eudokia làm lễ thành hôn với tướng Romanos Diogenes, kẻ giờ đây trở thành vị đồng hoàng đế bề trên cùng với Mikhael VII, Konstantios, và một người em khác, Andronikos. Tới khi Romanos IV bị quân của Alp Arslan, thủ lĩnh người Thổ Seljuk đánh bại và bắt làm tù binh trong trận chiến ở Manzikert vào tháng 8 năm 1071, vị thế trong triều của Mikhael VII vẫn còn mờ nhạt, trong lúc hoàng thúc Ioannes Doukas và thầy dạy Mikhael Psellos tranh thủ nắm lấy ưu quyền trong tay. Họ mưu tính đề phòng trường hợp Romanos quay về giành lại quyền bính sau khi được thả ra khỏi tù, trong khi Mikhael cảm thấy không có nghĩa vụ tôn trọng thỏa thuận mà Romanos đã đề ra với Sultan. Sau khi gửi Eudokia vào một tu viện, Mikhael VII lại đăng quang một lần nữa vào ngày 24 tháng 10 năm 1071 với tư cách là hoàng đế bề trên.
Dù vẫn được sự khuyên bảo từ Mikhael Psellos và Ioannes Doukas, Mikhael VII ngày càng trở nên dựa dẫm vào vị Đại thần Tài chính Nikephoritzes. Mối quan tâm chính của hoàng đế dưới sự định hướng của Psellos chỉ cốt theo đuổi học vấn, và ông đã cho phép Nikephoritzes gia tăng thuế má và tiêu xài hoang phí mà không có sự tài trợ thích đáng dành cho quân đội. Bản thân là một hoàng đế kém cỏi bất tài, luôn được quần thần xu nịnh vây quanh và không nhận ra là cả đế chế đang suy sụp dưới chân mình. Trước tình cảnh khó khăn ấy, quan viên trong triều chỉ lo khôi phục lại đống của cải bị tịch thu và thậm chí còn tước đoạt một số tài sản của giáo hội. Quân đội được trả lương thấp có xu hướng dấy loạn, và Đông La Mã còn để mất Bari, cứ điểm hải ngoại cuối cùng của họ ngay trên đất Ý, vào tay người Norman dưới sự thống lĩnh của Robert Guiscard vào năm 1071. Đồng thời, họ phải đối mặt với một cuộc nổi loạn nghiêm trọng tại khu vực Balkan hòng khôi phục lại nền độc lập của quốc gia Bulgaria xưa kia. Dù cuộc bạo loạn này đã bị tướng Nikephoros Bryennios trấn áp mạnh tay, Đế quốc Đông La Mã khó lòng lấy lại được những tổn thất mà họ phải gánh chịu ở Tiểu Á.

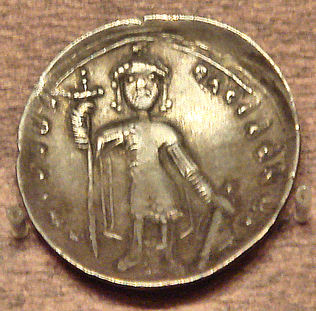
Miliaresion của Mikhael VII Doukas.

Kể từ sau lần thảm bại ở Manzikert, chính quyền Đông La Mã đã phái một đạo quân mới gầy dựng nhằm ngăn chặn bước tiến của người Thổ Seljuk dưới sự chỉ huy của Isaac Komnenos, anh của vị hoàng đế tương lai Alexios I Komnenos, nhưng đạo quân này bị đánh tan tành và tướng chỉ huy bị bắt làm tù binh vào năm 1073. Vấn đề ngày càng trở nên tồi tệ thêm bởi sự đào ngũ của nhóm lính đánh thuê phương Tây của Đông La Mã, giờ trở thành đối tượng của những cuộc viễn chinh quân sự tiếp theo trong khu vực thuộc quyền Caesar dưới sự chỉ huy của Ioannes Doukas. Chiến dịch này cũng kết thúc trong thất bại, và chỉ huy thì sa vào tay quân thù. Nắm được phần thắng rồi, quân đánh thuê tha hồ ép Ioannes Doukas vào cái thế tranh giành ngôi báu. Triều đình của Mikhael VII đã buộc phải thừa nhận các cuộc chinh phục của người Seljuk ở Tiểu Á vào năm 1074 và tìm kiếm sự ủng hộ của họ. Cùng năm đó, một đạo quân mới tuyển mộ dưới sự chỉ huy của Alexios Komnenos, nhờ quân Seljuk do Malik Shah I gửi đi kịp thời đến chi viện, cuối cùng đã đánh bại toàn bộ nhóm lính đánh thuê và bắt sống Ioannes Doukas.
Những tai ương này chỉ khiến sự bất mãn lan rộng trong dư luận, càng thêm trầm trọng hơn bởi đồng tiền bị mất giá, bởi vậy dân chúng mới gán cho hoàng đế cái biệt danh Parapinakēs, "trừ một phần tư". Năm 1078, hai viên tướng Nikephoros Bryennios và Nikephoros Botaneiates lần lượt dấy binh làm phản tại vùng Balkans và Anatolia. Botaneiates giành được sự ủng hộ của dân Thổ Seljuk, và ông ta đã đặt chân đến Constantinopolis trước tiên. Mikhael VII đành phải thoái vị trước sức ép của quần thần vào ngày 31 tháng 3 năm 1078 và lui về quy ẩn tại Tu viện Stoudios. Sau ông thụ phong chức Giám mục giáo khu Ephesus và mất ở Constantinopolis khoảng năm 1090.

## Thế lực thù địch

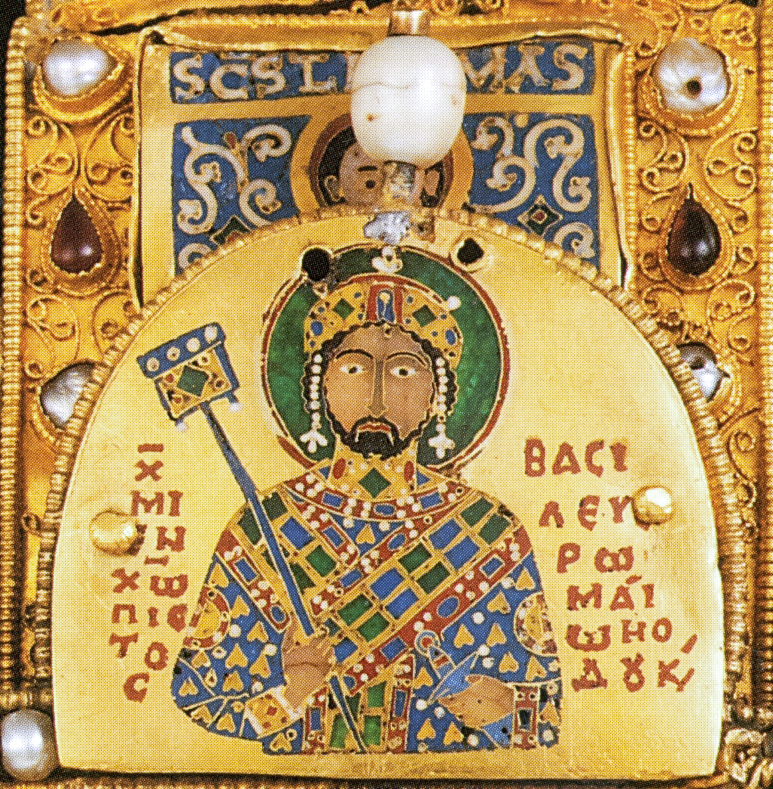
Chân dung Mikhael VII Doukas trên mặt sau của Vương miện Thánh xứ Hungary.

Những kẻ tiếm vị khác thay nhau xuất hiện cố gắng phế truất Mikhael VII hoặc nắm quyền cai trị từng phần của đế chế. Bọn họ bao gồm:
- Nestor – Cựu nô lệ của Konstantinos X, được thăng chức trở thành dux cai quản xứ Paradounavon,[13] một khu vực giáp ranh sông Danube. Quá sức căm phẫn vì bị trọng thần Nikephoritzes tịch thu phần lớn gia sản, Nestor liền khởi binh dấy loạn vào năm 1076,[13] tự đặt mình cầm đầu toán quân đồn trú dưới quyền chỉ huy của ông, vốn đã ở trong tình trạng sẵn sàng nổi dậy do triều đình còn nợ họ một khoản lương. Đội quân này hăm hở lao vào cướp bóc người Bulgaria cho thỏa cơn đói khát lâu ngày, và một trong những thủ lĩnh người Patzinak đã hứa trợ giúp cho Nestor trước khi ông tiến quân vào Constantinopolis. Quân phản loạn đòi triều đình phải cách chức Nikephoritzes, nhưng phát hiện ra rằng ông ta không có đủ số quân tấn công kinh thành, Nestor bèn chia đại quân của mình thành từng toán nhỏ và tiến hành cướp phá xứ Thracia.[14] Tuy bị Alexios Komnenos đánh bại vào năm 1078,[15] Nestor vẫn còn ở lại chỗ người Patzinak, và cùng họ rút lui trở về miền Paradunavum gây dựng lại lực lượng.[14]
- Philaretos Brachamios
- Caesar Ioannes Doukas
- Nikephoros Bryennios
- Nikephoros Botaneiates

## Gia đình
Mikhael VII Doukas kết hôn với Maria xứ Alania, con gái của Vua Bagrat IV xứ Gruzia. Cả hai vợ chồng có với nhau một đứa con trai tên là Konstantinos Doukas, đồng hoàng đế từ khoảng năm 1075 đến 1078 và từ năm 1081 đến 1087/8. Ông qua đời vào khoảng năm 1095.

### Tư liệu chính
- Mikhael Psellos, Chronographia.
- Mikhael Attaleiates, The Histories.
- Giả-Ioannes Skylitzes, Scylitzes Continuatus.
- Anna Komnene, The Alexiad.

### Tư liệu phụ
- Canduci, Alexander (2010), Triumph & Tragedy: The Rise and Fall of Rome's Immortal Emperors, Pier 9, ISBN 978-1-74196-598-8
- Dumbarton Oaks (1973), Catalogue of the Byzantine Coins in the Dumbarton Oaks Collection and in the Whittemore Collection: Leo III to Nicephorus Iii, 717–1081 see also Dumbarton Oaks, "Michael VII Doukas (1071–1078)", God's Regents on Earth: A Thousand Years of Byzantine Imperial Seals, truy cập tháng 5 năm 2016 {{Chú thích}}: Kiểm tra giá trị ngày tháng trong: |access-date= (trợ giúp)
- Finlay, George (1854), History of the Byzantine and Greek Empires from 1057–1453, quyển 2, William Blackwood & Sons
- Kazhdan, Alexander, biên tập (1991), Oxford Dictionary of Byzantium, Oxford University Press, ISBN 978-0-19-504652-6
- Norwich, John Julius (1993), Byzantium: The Apogee, Penguin, ISBN 0-14-011448-3
- Treadgold, Warren (1997), A History of the Byzantine State and Society, Stanford University Press, ISBN 0-8047-2630-2
- Bài viết này bao gồm văn bản từ một ấn phẩm hiện thời trong phạm vi công cộng: Chisholm, Hugh, biên tập (1911). "Michael: Michael VII". Encyclopædia Britannica. Quyển 18 (ấn bản thứ 11). Cambridge University Press. tr. 359.